# 人外魔境
『人外魔境』（じんがいまきょう）は、小栗虫太郎による秘境探検小説の連作シリーズ。1939年（昭和14年）から1941年（昭和16年）にかけて、博文館発行の雑誌『新青年』に掲載された。全13話。
押川春浪にも同題の短編小説および短編集があるが、本作とは無関係である。

## 概要
世界各地にいまだ残された人跡未踏の魔境に挑み続けてきた高名な日本人探検家、折竹孫七（おりたけ まごしち）の回想を、小説家の「私」が小説の形にまとめたもの、というのが基本的な設定である（ただし、後述するように、全13作のうち2作には折竹は登場しない）。折竹は日本のスパイという設定でもあり、スパイ小説的な要素もあわせ持っている。都筑道夫は、エドガー・ライス・バローズ、ジュール・ヴェルヌ、ヘンリー・ライダー・ハガード、ウィリアム・H・ホジスンなどの「ファンタスティック・アドベンチャー」を「小栗流に料理したもの」と指摘している。
小栗は執筆にあたり、アメリカのナショナルジオグラフィック協会の発行していた雑誌『ナショナルジオグラフィック』を参考文献にしており、作中でもしばしば米国地学協会（ナショナルジオグラフィック協会）が登場する。

### 発表の経緯
第1話「有尾人」は『新青年』1939年5月号・7月号に単発作品として掲載。第2話「大暗黒」は、1939年10 - 11月号に「人外魔境小説」という角書きつきで掲載された。
続いて1940年1月号から、日本人探検家の折竹孫七を主人公とする「人外魔境小説」の連載が始まる。5月号からは「魔境征服シリーズ」と改題され、11月号まで連載された（9月号は休載。第3 - 12話）。その後、1941年7月号に、第13話「アメリカ鉄仮面」が「読切長篇国際冒険小説」として単発掲載された。「有尾人」「大暗黒」には折竹は登場せず、シリーズの他作品との関連性も少ないが、連載時の通しナンバーではそれぞれ第1話・第2話として数えられている。
小栗の生前には、『有尾人』（博文館、1940年7月。第1話 - 第5話とシリーズ外の「新疆」を収録）、『地軸二万哩』（同、1941年4月。第6話 - 第12話とシリーズ外の「海狼白夜を行く」「翼ある運河」を収録）、『成層圏の遺書』（同、1942年6月。第13話「アメリカ鉄仮面」を「成層圏の遺書」と改題の上収録）の、3冊の短編集に分けて収録された。
1968年（昭和43年）12月、桃源社からシリーズ全13作が初めて1冊にまとめられて刊行された。このとき、連載時の角書きを借用して『人外魔境』という題名がつけられた。以後の版でもこの題名が踏襲されている。

### 作品一覧
1. 「有尾人（ホモ・コウダッス）」（『新青年』1939年5月・7月。以下掲載誌同じ）
2. 「大暗黒（ラ・オスクリダット・グランデ）」（1939年10月 - 11月）
3. 「天母峰（ハーモ・サムバ・チョウ）」（1940年1月）
4. 「「太平洋漏水孔（ダブックウ）」漂流記」（1940年2月）
5. 「水棲人（インコラ・パルストリス）」（1940年3月）
6. 「畸獣楽園（デーザ・バリモー）」（1940年4月）
7. 「火礁海（アーラン・アーラン）」（1940年5月）
8. 「遊魂境（セル・ミク・シュア）」（1940年6月）
9. 「第五類人猿（だいごアンソロポイド）」（1940年7月）
10. 「地軸二万哩（カラ・ジルナガン）」（1940年8月）
11. 「死の番卒（セレーノ・デ・モルト）」（1940年10月）
12. 「伽羅絶境（ヤト・ジャン）」（1940年11月）
13. 「アメリカ鉄仮面（クク・エー・キングワ）」（1941年7月） - 別題「成層圏の遺書」。

## 単行本
- 『人外魔境』（桃源社、1968年12月10日発行） - 解説は都筑道夫。
- 『人外魔境』（桃源社、1972年5月25日発行） - 1968年版の軽装版。
- 『人外魔境』（角川書店〈角川文庫〉、1978年6月10日発行） - 解説は中島河太郎。
- 『人外魔境 小栗虫太郎全作品6』（桃源社、1979年6月15日発行） - 1968年桃源社版の解説を再録。
- 『人外魔境』（角川書店〈角川ホラー文庫〉、1995年1月10日発行） ISBN 4-04-145301-1 - 解説は横井司。
- 『人外魔境 小栗虫太郎全作品6』（沖積舎、1997年11月15日発行） ISBN 4-8060-6555-2 - 1979年桃源社版の復刻。
- 『人外魔境』（河出書房新社〈河出文庫〉、2018年1月11日発行）

### 外国語訳
- 王鹏帆译《人外魔境》长春: 吉林出版集团有限责任公司, 2010年. ISBN 978-7-5463-3622-0 - 中国語訳。

## 主な登場人物
折竹 孫七（おりたけ まごしち）
世界的に有名な鳥獣採集人。理学士。
初登場作「天母峰」ではフリーランサーで、北雲南・奥四川・青海・北チベットにまたがる「西域夷蛮地帯（シファン・テリトリー）」のエキスパートだと紹介されている。その一方で日本のスパイでもあり（所属組織は不明）、この地域の秘密測量を行っている。「伽羅絶境」でも北部ラオスの秘密測量に従事している。
「「太平洋漏水孔」漂流記」以後はアメリカ自然科学博物館所属の主席探検者とされ、非番でも週500ドルを受け取れる身分であったが、「アメリカ鉄仮面」で博物館を辞任した。
愛国心が強く、特に連載中盤以後は、自分の発見した土地を先占によって日本領にするよう主張したり（「遊魂境」）、自分の探検成果が他国のためにしかなっていないと悩んだり（「地軸二万哩」）、「国利のため魔境と戦う」と発言したり（「死の番卒」）するなど、国益のための言動が目立つようになる。
「私」の子からは「ターザンのオジサン」として慕われている（「水棲人」）。童顔。
「「太平洋漏水孔」漂流記」では義兄がいることが明らかにされているが、他の家族関係は不明。
私
魔境小説作家。本作は、折竹が一時帰国中に「私」に話した回想を「私」がまとめたもの、という設定。三歳になるこどもがいる（「水棲人」）。

## あらすじ

### 第1話 有尾人（ホモ・コウダッス）
中央アフリカのコンゴ北東部、ナイル川の水源地帯に、コンゴ・バンツウ語で「悪魔の尿溜（ムラムブウェジ）」と呼ばれる人跡未踏の密林地帯があり、そこには、人類がいまだ見たことが無いという巨獣の終焉地「森の墓場（セブルクルム・ルクジ）」が存在するといわれる。北を流沙地帯、他の三方を気根寄生木の密生地帯に囲まれている上、上空には常にカ・ブユ・ハエ等の大群が飛んでいるため、接近が難しいのである。
ポルトガル領東アフリカの首都モザンビイクにある日系混血の精神科医・座間七郎の研究所で、アメリカ人の密猟者ジョジアス・カークは、イタリア・メドナ大学の動物学者アッコルティに、全身に暗褐色の毛が生え、一尺ほどの尾を持つ「有尾人（ホモ・コウダッス）」を披露する。カークによれば、ドドと名付けられたこの有尾人は、北緯4度・東経28度、英領スーダンと白領コンゴとの国境附近、「悪魔の尿溜」から30マイルほど離れた地点で捕獲したものだという。この有尾人は、アッコルティの見立てでは、人間とチンパンジーの雑交児か、あるいは原人であろうという。
座間の婚約者マヌエラ・メンドーサのもとに、マヌエラの幼馴染で、ミスル航空の元パイロットであるベルギー人青年ヤン・ベデーツが現れた。混血の座間やカークを見下すヤンと、そのヤンとよりを戻すようなそぶりをみせたマヌエラに嫌気のさした座間は、カークとともに「悪魔の尿溜」の探検を決意する。ところが、マヌエラがその探検に参加すると言い出し、さらにヤンもついてくることになった。
探険に出た一行は、バイエルタールと名乗るドイツ人に遭遇し捕えられる。彼は、有事の際にナイル川水源の閉塞作戦を行う、という妄想に取りつかれていた。バイエルタールから辛くも逃れた一行は、やむなく「悪魔の尿溜」の奥地へと進んでいくことになる。そのうちに座間は、マヌエラがラターを持病としていることに気づく。マヌエラの奇妙な行動は、目の前の人間の行動をそのまま繰り返す、というラターの発作症状だったのだ。

### 第2話 大暗黒（ラ・オスクリダット・グランデ）
北アフリカのチュニスに近いショット・エル・ジェリッド鹹湖の南方に、「大暗黒」（ラ・オスクリダット・グランデ）と呼ばれる山脈がある。古代ギリシアの地誌では「食肉岩地帯」（テラ・サルコファギ）と呼ばれ、人間を呑みこむ「食肉岩」（サルコファグス）があると恐れられた土地である。この地には、「赤首人」（ラス・アル・ハムラ）と呼ばれる人々が住むという。1789年、チュニスの藩王イブン・アクメッドは「大暗黒」に探検隊を派遣したが、38人の探検隊が4人を残して一晩のうちに謎の失踪を遂げた。1931年、ベルリン大学のアルバート・ヘルマン教授の探検隊は、新鮮な太刀魚がこの山麓の砂の上に転がっている、という怪現象を目撃した。
パリのペール・ラシェーズの病院に勤めていたボアルネー医師は、あるとき、病院に来た、襟足を覆って真っ赤な痣のあるイタリア人の少年に出会った。その少年を見た実習中のドイツ人医学生フオッスは、その少年がアトランチス人の特徴を備えている、と言い出す。アトランチス人は肩胛骨が大きくて翼が生えているように見えるため、「有翼人」（ホモ・アラツス）とも呼ばれていたが、その少年も肩胛骨が大きかったのだ。また、近年発見されたアル・イドリジの地誌学の欠本によれば、アトランチス海は大西洋ではなくショット・エル・ジェリッド鹹湖であり、アトランチスはその南方、赤首人の住むという「大暗黒」にあったことになっているが、少年の赤痣は「赤首人」と一致する、というのである。
20年後。かつてのその少年、オレステ・フラテルリーは、仏領象牙海岸のササンドラの監獄に捕えられていたところを、パリ在住の日本人美術商で、中央枢軸国のスパイでもある山座伸三によって救出された。考古学者になっていたフオッスは、山座の援助を得て、オレステを連れて「大暗黒」に挑んだが、不可解な失踪を遂げる。
山座は病に倒れた上、第二次世界大戦の勃発にともなって拘束される。一方、ササンドラの監獄医となっていたボアルネーもまた、アトランチスの財宝を求め「大暗黒」に挑もうとしていた。オレステの義妹でフオッスの婚約者だったステラ・フラテルリーは、山座に命じられてボアルネーの探検隊に同行することになる。

### 第3話 天母峰（ハーモ・サムバ・チョウ）
中国、青海省の巴顔喀喇（パイアンカラ）山脈中に、チベット人が「天母生上の雲湖」（ハーモ・サムバ・チョウ）と呼ぶ未踏峰が存在する。揚子江・黄河・メーコン三大河の源流地帯であり、主峰は常に雲塊に囲まれていて、その高さを確かめた者はいない。この山では、外輪4山がときどきそれぞれ紅・白・青・黄に光る、という異常現象が観察される。
米国地学協会から派遣されたハーヴァード大学のダネック教授は、再三にわたる「天母生上の雲湖」遠征を行っていた。その途中、約10万年前の洪積層から、約20万年前に絶滅したはずの前世紀犀（バルチテリウム）の化石が発見された。
ダネックによる3回目の遠征の際、オートジャイロ操縦者のタマス木戸は、「大渦巻（ガロフォラ）」「見た」という謎の無電を残し消息を絶った。一方、ダネックに同行して採集を行っていた折竹孫七は、チベットと重慶をつなぐ新援蒋ルートが「天母生上の雲湖」附近を通過しているとにらみ、その遮断工作を行おうとしていた。
ダネックが遠征を中止しようとしていた矢先、デンマークのクロムボルグ紀念文化大学のケルミッシュ教授が、「天母生上の雲湖」の調査のため、ケティという蒙古型癡呆（モンゴロイド）のドイツ人女性を連れて現れた。ケルミッシュは「天母生上の雲湖」から流れてきたという草漉紙（パピルス）文書の解読に成功し、天母人を遠い先祖に持つらしいケティは、先祖返りのため「天母生上の雲湖」が音読できるという。ドイツに祖国を滅ぼされたチェコ人のケルミッシュは、「天母生上の雲湖」に亡命しようというのである。折竹はダネックを説き伏せ、ケルミッシュとケティを加えた第4回探検隊を組織する。

### 第4話 「太平洋漏水孔」（ダブックウ）漂流記
東経160度南緯2度半、ビスマルク諸島の東端から1000キロたらず、グリニッチ島から東南に約800キロ、すなわちミクロネシアとメラネシアの間に、ニューギニア土人が「海の水の漏れる穴（ダブックウ）」と呼ぶ魔の海域がある。この海域には、メールストレームの渦の百倍はあるという巨大な渦潮が常に存在している。
17世紀はじめ、デ・クィロスはこの渦巻の内側に島々が七、八つ存在しているのを目撃した。1912年にこの海域を探険した独逸ニューギニア会社の探検隊は、この「太平洋漏水孔」の海面下が一面の暗礁で、桁付き独木舟（アウトリガード・カヌー）以外では接近できないこと、その内側が極度の高温多湿で、気温が45℃に達することを確認した。
大正3年（1914年）秋、日本海軍が赤道以北の独領諸島を占領した頃、折竹の義兄が経営する「海南社」は、早くも占領諸島とオーストラリアとの通商を始めていた。折竹の乗る海南社の水凪丸は、「太平洋漏水孔」附近を航行中、二羽のカツオドリに引かれて漂流する五歳くらいの男児を発見し、拾い上げた。その子の背には、ドイツ人キューネと名乗る人物の手紙がくくりつけられていた。
独逸ニューギニア拓殖会社の若き幹部フリードリッヒ・キューネは、冒険旅行に出かけている間に独領ニューギニアがオーストラリア艦隊に占領されてしまい、フィンシャハのドイツ軍守備隊長フォン・エッセンとその妻子がオーストラリア軍によって殺害されたことを知る。復讐のためオーストラリア軍守備陸戦隊長ベレスフォードの子ジャッキーを拉致しようとしたキューネだったが、間違って、ジャッキーの遊び友達である日本人の床屋の子、宇佐美ハチロウを誘拐してしまう。こどもを返すわけにもいかず、独木舟（プラウー）でニューギニアをさまようキューネは、独領ニューギニア最北端のノルド・マレクラで、サモア王タマセの孫娘、ナエーアと偶然に出会う。彼女はサモア酒（カヴァ）に溺れる父と兄を諌めたため、サモアのドイツ領事によってこの地に追放されていたのだった。
行くあてもなく太平洋をさまよう三人は、ついに「太平洋漏水孔」に巻き込まれ、その内側の島の一つにたどりついた。暑さのため知力を減退させていったキューネだったが、最後の知力をふりしぼって、カツオドリを使ってハチロウを脱出させたのである。

### 第5話 水棲人（インコラ・パルストリス）
リオ・デ・ジャネイロで遊んでいた折竹は、パラグァイ人の放浪者カムポス・フィゲレード・モンテシノスと出会い、意気投合する。リオの賭博場（キャジノ）で大金をすったカムポスは、自分だけが知っているダイヤモンドの新礦地の情報を賭ける、と言い出す。その新礦地はグラン・チャコのピルコマヨ川流域にあるというのだ。
ピルコマヨ流域には「パチニョの荒湿地（エステロス・デ・パチニョ）」と呼ばれる湿地帯があり、パラグァイとアルゼンチンの係争地帯となっている。1932年、アルゼンチン政府の派遣したラモス・ジネメス教授らの探検隊は、泥中で生き水底で呼吸できる「水棲人」を目撃、「沼底棲息人（インコラ・パルストリス）」と命名した。カムポスはこの地を一人で探険し、水棲人とダイヤモンドを発見したというのである。
そこへアメリカ人女性ロイス・ウェンライトが現われて賭けに参加、ロイスに惚れてしまったカムポスは賭けに敗れる。
翌日、ロイスはカムポスと折竹のもとを訪れた。ロイスは日本人医学者三上重四郎の大学での同級生で、三上の恋人であった。三上は、パタゴニア人保護を主張してアルゼンチン政府と対立し、謎の失踪を遂げていたのである。ロイスは、カムポスの見た「水棲人」の正体は三上に違いないと主張し、折竹を説き伏せ、三人でグラン・チャコ探検へ赴くことになる。

### 第6話 畸獣楽園（デーザ・バリモー）
コンゴ・ウガンダ国境地帯、ナショナル・パーク・アルバートに近いブリンガ死火山群の奥地に、魔境「デーザ・バリモー」があるという。
エチオピア戦争の前年（1934年）、折竹は伯林人類学協会のアフリカ大地溝縦断旅行隊に参加した。ジブチからエチオピアのアディス・アベバを経由してシダモ高原に出た一行の前に、「チビ元帥」（ラス・チニッシュ）と称する珍妙な馬に乗った、野武士（シフタス）のカルサ・アラマユーと名乗る男が現れ、一行に同行する。
ナショナル・パーク・アルバートにやって来た一行の前に、謎の女が現れる。彼女は仏領ソマリー・ランド前総督ラウール・カステランの妻アラベラ・カステランで、ナショナル・パーク・アルバートで失踪した夫を探しに来たのだという。彼女が誤って傷つけたチビ元帥を検査したところ、縞馬の白っ子であることが判明した。折竹は、ブリンガ休火山群の奥地に、畸形の動物ばかりが集まる「片輪者のいる大地（デーザ・バリモー）」があり、チビ元帥はその地から来たのではないか、と推定する。

### 第7話 火礁海（アーラン・アーラン）
1922年、スマトラ西海岸、南緯3度附近の小さな町モコ・モコで、二人の嬰児に乳房をふくましていた狂女、ツンガイが保護された。嬰児の片方は女の子、もう片方は男の子で、すでに死亡していた。だが、男子の方は全身を密毛におおわれており、猿のような頭をしていた。男子は「人類ならぬ人間（コチョ・ボチョ）」だと考えられた。ツンガイはパレンバンの教師ヤッガースの召使だったが、誰の子ともわからぬ子を妊娠したまま身をくらまし、近づく者を狂わすという「離魂の森（ウータン・サキジ）」を通ってモコ・モコにやってきたのだという。
ツンガイは、スマトラ島北端のサバンにあるパスツール記念研究所附属癲狂院に収容されていた。離魂の森攻略の準備中、サバンの暗黒街を冷やかしに訪れた折竹と助手のナッケンは、そこでツンガイの娘ヴェミダに出くわす。
一方、折竹の探検隊の一員で、ヤッガースの知り合いだった植物学者ファン・ブレーは、折竹に対し、ヴェミダはツンガイの娘ではない、コチョ・ボチョは実在しない、離魂の森には何もいない、と謎めいた忠告を告げる。
ヴェミダを連れ、離魂の森攻略に移った折竹たちだが、ファン・ブレーが印度大麻煙草（パング）の乱用による狂狼症（アモック）を引き起こし、人夫を数名殺害して射殺された。折竹は離魂の森の横断に成功するが、コチョ・ボチョはついに発見できなかった。落胆した折竹だが、今度はモコ・モコの西方500海里の海中にある海底火山、「火礁海（アーラン・アーラン）」にコチョ・ボチョはいるのではないか、と疑い始める。
冒頭で、マレイ群島で近年発見された怪物の例として、1912年にコモド島で発見された「地竜（プアヤダラ）」（コモドオオトカゲのこと）と、1938年に火礁海附近で発見された「クラカント」（シーラカンス Coelacanth の誤読。また実際の発見地は南アフリカである）が紹介されている。

### 第8話 遊魂境（セル・ミク・シュア）
グリーンランド中部高原の北緯75度あたりに、「冥路の国」（セル・ミク・シュア）と呼ばれる土地がある。エスキモーが、死者の魂の集まる死霊の国、と信じている土地で、エスキモーの死体が橇を駆ってこの土地に向かう、というのである。
折竹は、同僚のケプナラとともに、ニューヨークで興行中のウィンジャマー曲馬団（サーカス）のもとに連れてこられた。正体不明の海獣を入手したので、鑑定してほしいというのである。折竹は、海豹（あざらし）と海象（ウォーラス）の混血、鯨狼（アー・ペラー）だと鑑定する。ウィンジャマーはクルト・ミュンツァなる人物からこれを買い取ったのだという。
数日前から折竹は、未知の国を売りたい、という「K・M」なる人物からの奇妙な手紙を受け取っていた。さらに前日には、ニューヨーク一の大親分無疵（ラッキー）のルチアノとその情婦で魔窟組合の女王・牝鶏（ニッキィ）フローが折竹のもとを訪れ、北極探検を依頼してきたのである。
事情を聞こうとクルト・ミュンツァのもとを訪れた折竹に、彼は身の上を語りだした。クルトの父アドルフ・ミュンツァ博士は、北極探検用の潜水客船（ウィンターワサー・ファールツォイク）を開発し、1933年、北極探検へと向かった。ところが潜水客船は、「いま、われらは「冥路の国（セル・ミク・シュア）」に近し。ついにグリーンランド内地に新領土を発見す」という謎めいた無電を発信して消息を絶っていた。クルトは父の捜索のためグリーンランドに赴いたが、鯨狼（アー・ペラー）を捕まえただけで全財産を使い果たし、ユダヤ人でもないのにユダヤ人排斥のとばっちりを受けてニューヨークにたどりつき、父と面識のあったタマニー区検事長のロングウェルに保護されていたのである。クルトは鯨狼（アー・ペラー）の捕獲地点を「北緯七十四度八分、西経……」と言いかけるが、その直前にルチアノ一味の手によって殺害されてしまう。
謎を解くために「発見（ディスカヴァリー）」号でグリーンランドに向かった折竹だが、鯨狼（アー・ペラー）の飼育者として、ウィンジャマー曲馬団の一員で、日本人の重錘揚げの女芸人「おのぶ」がついていくことになった。おのぶはなにかと折竹につきまとう。さらにルチアノ一味も、「発見」号を追って「フラム号」で同じ海域に現れた。

### 第9話 第五類人猿（だいごアンソロポイド）
アマゾン奥地のブラジル・ペルー国境近く、西経70度・南緯5度付近に、大魔境「神にして狂う」河（リオ・フォルス・デ・ディオス）が存在する。
奥アマゾンでは、大蛇が木にはさまれて木質化する「化木蛇」がまれに発見されているが、数年前、アマゾン流域のフォンテボアで、木質化した人間らしき生物の遺体が発見された。これはゴリラ、チンパンジー、ギボン、オーラン・ウータンのいずれとも異なる、新種の「第五類人猿」であるらしい。その掌紋は現存する南米人種のいかなるものとも異なっており、滅びたインカ族との関連が疑われる。
ペルーのリマで「神にして狂う」河の攻略作戦を試みていたが、計画がうまく立たないことにいら立った折竹は、気分転換のため、リマで知り合った若きインカ学者ホアン・デ・グラードと、ココス島に行くことにした。そこへニューヨーク市警の強力犯刑事ヒュウ・ファーレーが現れる。ドーニァ・ジオルダーノという殺人犯の女を追いかけ、女の故郷であるリマまではるばるやってきたが、逃してしまったというのである。折竹は当惑する。ドーニァ・ジオルダーノとは、ホアン・デ・グラードがたびたび口にしている恋人の名だったからである。
折竹はココス島の調査で、王冠を発見する。それを見たホアンは、それがインカ最後の王アタワルパの王冠であり、インカの王族が「神にして狂う」河に逃れたことを示してることを見抜く。いっぽう、ドーニァも偶然に島を訪れていた。
折竹、ホアン、ドーニァ、そして出資者ロドリゲスらの探検隊は、「神にして狂う」河に向かい、さらにドーニァを追ってファーレーも潜入した。

### 第10話 地軸二万哩（カラ・ジルナガン）
パミール高原、イギリス領インドとソ連領との緩衝地帯となっているアフガニスタン領のワカン隘路に、大魔境「大地軸孔」（カラ・ジルナガン、「黒い骨」の意）が存在する。それは壺型をした巨大な暗黒の谷で、ときどき、その底から赤い光が発するのが目撃されている。しかし、その入り口には世界唯一の速流氷河（ギースバッハ・グレッチェル）が存在するため、長い間、人跡未踏の地となっていたのである。
折竹孫七は、ドイツルフト・ハンザ航空による大地軸孔探検隊を計画しながら、直前になってロンドンで不参加を表明した。探検が成功してもドイツとソ連を利することにしかならない、と考えて嫌気がさしたためである。
同じころ、折竹は晦冥国（キンメリア）の女王を自称するザチという謎の女から接触されていたが、折竹は彼女がソ連GPUのスパイではないかと疑っていた。
ロンドンから帰国の途についた折竹は、アラビヤ半島のシャルジャー空港で、イギリスのスパイ、セルカークに拉致される。セルカークは、折竹が個人的に「大地軸孔」探検に向かうのではないかと疑い、インド防衛のために折竹の行動を妨害しようとしたのである。折竹は口から出まかせで、自分の探検先はイランの「大塩沙漠（ダシュト・イ・カヴィル）」であり、その地底には巨大な油田が眠っていて、その油田が大地軸孔にも続いているらしい、と主張してセルカークを煙に巻き、セルカークとともに大塩沙漠を探検する、という約束をとりつける。
ところが、ザチの奇怪な暗躍によってキンメリア国が実在する可能性が高まったため、ルフト・ハンザ隊にイギリスとソ連が監視団を派遣することになり、イギリスのセルカーク、ソ連のオフシェンコ、そして折竹が探検隊に参加することになった。しかし速流氷河を前にルフト・ハンザ隊は撤退、折竹、セルカーク、オフシェンコの3人だけが現地に残った。

### 第11話 死の番卒（セレーノ・デ・モルト）
「第五類人猿」でのアマゾン奥地の探検から戻った折竹は、リマ発マイアミ行パンアメリカン・グレース航空便に乗った。この便にはウォール街の風雲児リヴァモーアも同乗していた。リヴァモーアは折竹に、コロンビア西部、パナマとの国境に近いアトラト川流域で白金が発見されたことを告げ、蚊の魔境と呼ばれる「死の番卒（セレーノ・デ・モルト）」を探ってほしい、と依頼する。毅然と断った折竹だったが、その直後に飛行機はパナマ近海に墜落してしまう。
クリストバルの病院に収容された折竹は、そこでリヴァモーアから日本人秘書の高見マヤを引きあわされる。彼女の兄、高見宗二は機械模型作りの名人といわれた人物だが、5年前、パナマ運河の模型を造ったために逮捕され、刑務所（シン・シン）に収容されているという。
合衆国の貨物船アイダホ号がペトロ・ミグエル閘門を通過中、突如、おびただしい量の赤い泥が現れ、注水口が詰まってアイダホ号が転覆する騒ぎが起こった。続いてガツン湖にも赤い泥が出現した。高見宗二は模型でそのことを示したため、逮捕されたというのである。リヴァモーアが黒幕ではないかと疑った折竹は、「死の番卒」探検に同意する。「死の番卒」に向かった折竹は、そこでアメリカが、ひそかにアトラト川を利用した新運河を建設しているのを目撃した。

### 第12話 伽羅絶境（ヤト・ジャン）
ラオスの北、ビルマとの国境近く、東経101度20分・北緯20度8分の地点に「香靉谷」（ヤト・ジャン）と呼ばれる谷がある。そこでは伽羅が豊富に採れるというが、常に濃霧に包まれているうえ、周囲に危険な石灰岩奇形地（カレンフェルド）があり、誰も近づいた者はいないという。
ラオス・ビルマ間の通路を確保するための秘密測量の命令を受けた折竹は、バーラブ・モイ族の酋長の娘・デイとともに、香靉谷に挑もうとしていた。一方、平順州警察区域高等課刑事部長のラウール・ド・サンチレールは、折竹の追跡を試みる。

### 第13話 アメリカ鉄仮面（クク・エー・キングワ）
あるアメリカ海軍少将とのいさかいが原因で、アメリカ自然科学博物館を辞職した折竹は、ニューヨークで、工事中の河底トンネルの近くで子犬を拾った。犬が工事中のトンネルの方に逃げ出したので追いかけていくと、潜函工夫が折竹を止めようとする。その止め方に不審を抱き、調査を始めた折竹は、スタンダード石油のミハエル・クレミンに呼び出された。若き黒人技術者ビューフォード・デラニーが、ニューヨークとアラスカのシィウァード間を無着陸で飛行できる成層圏飛行機「魔法絨毯」号（フライング・カーペット）の開発を進めており、この飛行機にはベンゾール油に特殊な添加物を加えた燃料を使用するため、これが成功すると石油会社としては大打撃になる、というのである。そのため、石油業界はデラニーの飛行をなんとしても妨害しようとし、デラニーの暗殺すら試みていた。デラニーは、トンネル工事を請け負っているマッデン一家にかくまわれているという。
クレミンは、成層圏機が成功すれば対日爆撃に使われる、として折竹の愛国心に訴えようとするが、折竹は成層圏機を日本に持ってこようと考え、マッデン一家に接触。デラニーに対し、アラスカの巨大噴火口「霧神の入口（クク・エー・キングワ）」内に着陸することを提案する。カツマイ火山群とアニアクチャク火山の間にある世界第二の巨大クレーターである。
「魔法絨毯」号はジャーシィ・シティ郊外のリッジウェーから、アラスカを目指して飛び立った。だが、妨害工作による排気ガス漏洩のため、同乗者3人が死亡。デラニーは通信を続けたが、やがて消息を絶った。折竹は、デラニーが「霧神の入口」に到達したのではないかと考え、探検に挑もうとする。

## 評価・影響
「大暗黒」は第2回（1939年度下半期）新青年賞を受賞している。
1968年刊行の桃源社版に解説を寄せた都筑道夫は、「日本におけるSFのすぐれた先駆作品」と評している。この桃源社版の刊行が再評価のきっかけとなり、かつて『新青年』を読んでいた世代のみならず、若い世代の読者を得ることになった。当時、青年週刊誌として人気の高かった『平凡パンチ』の1969年4月21日号では、「最近の小説なんか読みあきたというキミでも、この小説にはドギモを抜かれるだろう。とにかく珍奇な魔境小説なのだ」と紹介されている。また1969年には『週刊少年キング』で漫画化された（後述）。
香山滋の人見十吉シリーズ（1948年 - 1961年）、横田順彌の中村春吉シリーズ（1989年 - 1995年）など、戦後に書かれた秘境冒険小説には、本作の影響が指摘されている。また、太田螢一のソロアルバム「太田螢一の人外大魔境」（1983年）は、本作が直接のモチーフである。

## 漫画版

### 人外魔境シリーズ
『週刊少年キング』（少年画報社）1969年第32-38号（8月3日号 - 9月14日号）に掲載。全7話。手塚治虫、水木しげる、桑田次郎、横山光輝、松本零士がそれぞれ作画を担当した（手塚と桑田はそれぞれ2回ずつ担当）。ただし、手塚の「虎人境」と「黄色魔境」は小栗作品とは全く関係のないオリジナル作品であり、他の作品も原作から大幅にアレンジされている。
1999年に角川ホラー文庫から初めて単行本化されたが、桑田の「水せい人」と松本の「有尾人」は収録されず、代わりに、『人外魔境』とは無関係な作品である松本の「有尾人の夢」（連作『帰らざる時の物語』中の一編、『プレイコミック』1975年9月13日号掲載）が収録されている。また、桑田の「水棲人」（「水せい人」改題）と「人ならぬ人」（「人類ならぬ人間」改題）は、『桑田次郎SF短編傑作集 悪夢の使者』（マンガショップ、2005年） ISBN 4-7759-1051-5 に再録されている。
- 手塚治虫; 水木しげる; 横山光輝; 松本零士; 桑田次郎『ホラーコミック傑作選 第4集 人外魔境』角川書店〈角川ホラー文庫〉、1999年12月10日。ISBN 4-04-192403-0。

#### 虎人境（手塚治虫）
『週刊少年キング』第7巻第32号（1969年8月3日号）掲載。オリジナル作品。
AWCテレビのディレクター・井袋五郎は、「世界残酷ショー」に出演したボルネオ・バタク族の少年キンタプから、「トラ人間の住む村を知っている」という話を聞かされる。彼等は病人と獣の心を入れ替える秘術を行っている、というのだ。この話に興味をいだいた井袋は、友人でボルネオ島のサマリンダ在住の木材輸出業者・黒川（演：猿田）らとともに、マハカム川上流へと取材に向かう。

#### 化木人のなぞ（水木しげる）
『週刊少年キング』第7巻第33号（1969年8月10日号）掲載。
日本で謎の男が交通事故死した。男の血液は緑色をしており、その死とともに死体は木質化した。この「化木人」を調査した人類学者の大田博士は、化木人は古い時代に人類から分かれたもう一つの人類であり、現在もアマゾン奥地の地底に生息している、とする説を発表し、探検隊を送り込むことを主張する。化木人の世界には石油や金などの地下資源が豊富に眠っている、と主張したことで、「ガポリ石油」と「ヨクフカ観光」の出資を取りつけた博士は、孫の正夫を探検隊に送りこむ。じつは正夫の父は、昭和18年（1943年）にアマゾンの奥地に探検に行ったまま、消息を絶っていたのだ。
大田正夫とガポリ石油の調査員、ヨクフカ観光の重役の三人からなるアマゾン探検隊は、途中で「化木人のなぞに憑かれた」と主張する怪しいアメリカ人を加え、アマゾン奥地に向かう。
「化木人」は原作の「第五類人猿」に登場するが、設定は全く異なっており、また、「有尾人」や「地軸二万哩」ら他の作品からのモチーフも利用している。また折竹も登場せず、舞台がアマゾンであること以外はほぼ別の内容になっている。

#### 水せい人（桑田次郎）
『週刊少年キング』第7巻第34号（1969年8月17日号）掲載。単行本再録にあたり「水棲人」と改題。
折竹はリオデジャネイロでスリの少年ピコに出会った。ピコの両親は、人間に似た生物「水せい人」が棲むというパチニョの荒湿地上空を飛行機で飛行中に墜落し、母親はそのまま行方不明となり、父親は沼地を抜け出して生還したものの、「ママは水せい人につかまった、助けに行ってくれ」と言い残して死亡していた。その言葉を信じた者は誰もいなかったが、折竹は、ピコが持っていた、水せい人が使ったという槍の穂先にダイヤモンドの原石が使われていたことから、ピコの父親の証言は事実なのではないかと考える。
折竹はピコとともに飛行機でパチニョの荒湿地探険に挑むが、虫の大群に襲われ不時着し、荒湿地の泥の下にある化石化したジャングルを発見する。そこでは、精神異常をきたしたピコの母親が、水せい人たちに女王のように崇められて生きていた。
原作「水棲人」と舞台は同じだが、ストーリーはほぼ別物となっている。

#### 大暗黒（横山光輝）
『週刊少年キング』第7巻第35号（1969年8月24日号）掲載。
北アフリカ、チュニスのエルメルサで探検隊の人夫募集が行われ、荒くれ者のボアルネーもこれに応募した。目的は好戦的土人部落〔ママ〕の探検とされていたが、実際の目的はショット・エル・ジエリッドの南方にある「大暗黒」であった。探検隊長の入手した12世紀のアラブ人地理学者アル・イジリドの説によれば、「大暗黒」こそがアトランチスの中心だということになる。
やがて、目的地が「大暗黒」だと気付いた人夫たちが騒ぎ始めたため、隊長の助手・山座は、アトランチスの財宝の話を持ち出してボアルネーら人夫を説得しようとする。だが、大暗黒の入り口にまでついたところで、ボアルネーたちが財宝に目がくらみ逃亡、探検隊は隊長と山座だけになってしまう。二人はようやくのことで地底の海にたどりつき、そこでアトランチス人に遭遇する。彼等は長い地底生活のため目が退化しており、逃亡した人夫たちを捕え、いけにえに捧げようとしていたのだった。
原作「大暗黒」とは登場人物の設定が大幅に異なる。また、原作とは異なり、結末で探検隊は全滅する。

#### 黄色魔境（手塚治虫）
『週刊少年キング』第7巻第36号（1969年8月31日号）掲載。オリジナル作品。
北アフリカ・リビアのワダン・ワダンの地には、2000年前、周囲のエジプト文明、ローマ帝国、中央アフリカいずれの文明とも断絶した、独自の文化が栄えていた。
1943年1月、トリポリは連合軍によって占領された。その混乱のさなか、アメリカ軍のアダムソン軍曹（演：佐々木小次郎）と部下のジム、そしてドイツ軍捕虜のエルマン少尉は、謎の日本人少年に拉致される。少年は三人をワダン・ワダン遺跡へと連行し、遺跡の土を掘らせる。ところがそこへ、人間に似た奇怪な生物が出現、ジムと日本人少年はそれに襲われ死亡する。少年はかつてワダン・ワダン遺跡を調査した井関博士の息子であった。探検隊は財宝を発見したが、博士は宝に目のくらんだアメリカ人技師によって殺害され、財宝も進駐してきたドイツのゲーリング元帥によって没収されたため、彼はドイツ人とアメリカ人の双方を恨んでいたのだ。
協力して危地を逃れたエルマンとアダムソンだったが、脱出後、互いがドイツ軍とアメリカ軍であることを思い出し、対決を始める。

#### 有尾人（松本零士）
『週刊少年キング』第7巻第37号（1969年9月7日号）掲載。

#### 人類ならぬ人間（桑田次郎）
『週刊少年キング』第7巻第38号（1969年9月14日号）掲載。単行本再録にあたり「人ならぬ人」と改題。
折竹は、スマトラ島西海岸のモコ・モコにある自然科学研究所の所長に呼び出された。「離魂の森」の奥地に住む、翼を持ち空を飛ぶことのできる「人類ならぬ人間」コチョ・ボチョを探してほしい、というのである。そこへ、離魂の森で拾われたと主張する少女ベミダが現れ、探検隊への参加を願う。
だが探検隊は、肉食樹や、人間を発狂させる毒気を放つ花に次々と襲われ、折竹とベミダを残して全滅、さらにベミダも熱病に倒れてしまう。引き返すことを決意した折竹だったが、ベミダは一人で森の奥地に向かおうとする。彼女はコチョ・ボチョだったのだ。
原作「火礁海」とは「コチョ・ボチョ」の設定が大きく異なる。